# Nießbrauchdepot
Ein Nießbrauchdepot ist eine besondere Form eines Wertpapierdepots, bei dem das zivilrechtliche Eigentum an den im Depot verwahrten Wertpapieren von einer natürlichen oder juristischen Person (in der Regel dem Schenker) auf eine andere (den Beschenkten) übertragen wird, während sich der Schenker das Recht auf die Erträge aus dem Depot – etwa Dividenden, Zinsen oder Ausschüttungen – vorbehält. Dieses Recht wird als Nießbrauch bezeichnet und ist in den §§ 1030–1089 BGB geregelt.

## Hintergrund und rechtliche Einordnung
Der Nießbrauch zählt zu den beschränkt dinglichen Nutzungsrechten. Im Kontext eines Wertpapierdepots bedeutet dies, dass der Nießbraucher zwar nicht (mehr) Eigentümer der Depotwerte ist, aber weiterhin sämtliche Erträge aus diesen Werten bezieht und in vielen Fällen auch die Verwaltung (z. B. Umschichtungen innerhalb des Depots) wahrnimmt.
Die Einrichtung eines Nießbrauchdepots erfolgt in der Regel im Rahmen von vorweggenommener Erbfolge oder schenkungssteuerlich motivierten Gestaltungen. Der Schenkende überträgt dabei das Eigentum an den Depotwerten, behält sich aber den lebenslangen oder befristeten Nießbrauch vor. Dies ermöglicht eine steueroptimierte Vermögensübertragung, da der Kapitalwert des Nießbrauchs bei der Berechnung der Schenkungsteuer mindernd berücksichtigt wird.

## Einrichtung und Verwaltung
Die praktische Umsetzung eines Nießbrauchdepots setzt in der Regel folgende Schritte voraus:
- Abschluss eines notariellen oder privatschriftlichen Schenkungsvertrags mit Nießbrauchvorbehalt
- Anzeige des Nießbrauchs beim depotführenden Institut
- Umstellung des Eigentümers im Depot
- Separate steuerliche und rechtliche Beratung

Nicht alle Depotbanken bieten die technische Umsetzung eines Nießbrauchdepots an, da dies administrative Sonderprozesse und besondere juristische Vorkehrungen erfordert.

## Steuerliche Aspekte
Der Nießbraucher versteuert weiterhin sämtliche Einkünfte aus dem Depot im Rahmen seiner persönlichen Einkommensteuerveranlagung. Der Beschenkte hingegen ist zivilrechtlicher Eigentümer des Depots, hat jedoch während der Dauer des Nießbrauchs keinen Zugriff auf die Erträge. Bei der Schenkung wird der Kapitalwert des Nießbrauchs nach § 14 BewG vom übertragenen Vermögen abgezogen, was zu einer erheblichen Reduktion der Schenkungsteuer führen kann.

## Verbreitung und Anbieter
Nießbrauchdepots sind vor allem im Rahmen privater Vermögensnachfolge von Bedeutung. Sie werden häufig von wohlhabenden Privatpersonen genutzt, um steueroptimiert Vermögen auf Kinder oder andere Angehörige zu übertragen.
Folgende Banken und Vermögensverwalter bieten in Deutschland nachweislich Nießbrauchdepots an:
- Volksbank
- V-Bank AG  (in Kooperation mit Vermögensverwaltern)
- Deutsche Bank'  (nach individueller Vereinbarung)
- Commerzbank  (nach individueller Vereinbarung)

## Kritik und Risiken
Während Nießbrauchdepots steuerliche Vorteile bieten, sind sie nicht frei von Risiken. Dazu zählen etwa:
- Fehlende Verfügbarkeit der übertragenen Vermögenswerte durch den Nießbraucher im Erbfall
- Streitigkeiten bei Änderungen oder Beendigungen des Nießbrauchs
- Abhängigkeit von der rechtssicheren Vertragsgestaltung
- Eingeschränkte Produktverfügbarkeit, da viele Banken solche Konstrukte nicht unterstützen